# Turistická značená trasa 7458
 Turistická značená trasa 7458 je 6 kilometrů dlouhá žlutě značená turistická trasa Klubu českých turistů v okrese Ústí nad Orlicí tvořící alternativní trasu hlavní červeně značené hřebenové trasy 0415 v pohoří Králického Sněžníku. Převažující směr trasy je severní.. Celá trasa se nachází na území přírodního parku Králický Sněžník.

## Historie
Turistická značená trasa 7458 vznikla v roce 2017, kdy došlo k přeznačení hlavní červené trasy Králíky - Králický Sněžník o něco západněji na hřebem Malosněžnického hřbetu. Její původní vedení východním svahem bylo přeznačeno žlutou barvou.

## Průběh trasy
Trasa 7458 má svůj počátek v nadmořské výšce 900 metrů na rozcestí Pod Klepáčem. Kromě výše zmíněné červeně značené trasy 0415, která tudy prochází, zde má svůj počátek i modře značená trasa 1933 sestupující do Horní Moravy. Trasa 7458 je vedena úbočím hřbetu po asfaltové lesní komunikaci, v Hlubokém dole překonává Hluboký potok a míjí Zbojnickou chatu. Za ní končí asfaltová komunikace a trasa 7458 po pěšině zdolává 200 metrové převýšení v jihovýchodním úbočí Hraničních skal do nadmořské výšky 1100 metrů na rozcestí opět s červeně značenou trasou 0415, po které lze pokračovat na vrchol Králického Sněžníku.